# Guerra di Utrecht (1456-1458)
La guerra di Utrecht (1456-1458) (talvolta definita erroneamente anche "prima guerra civile di Utrecht") ebbe luogo tra il 1456 ed il 1458 quando la guerra tra Hoeken e Kabeljauwen scoppiò nel vescovato di Utrecht.

## Antefatto

Il vescovato di Utrecht.

Davide di Borgogna, figlio illegittimo di Filippo il Buono, duca di Borgogna, era stato nominato vescovo di Utrecht nel 1456 col supporto dei Kabeljauwen e su pressioni del padre che pagò per la sua nomina 50 000 gulden. Il capitolo della cattedrale di Utrecht, ad ogni modo, aveva già eletto il prevosto Gijsbrecht van Brederode a nuovo vescovo, in quanto favorito dagli hoeken. Filippo il Buono ad ogni modo fece modo di far accettare con le parole e con la forza la nomina di Davide.

## L'assoggettamento dell'alto vescovato
Dopo che Davide di Borgogna venne riconosciuto come vescovo di Utrecht in realtà iniziarono a scoppiare delle insurrezioni da parte delle città nella regione dell'alto vescovato di Utrecht detta Oversticht (oggi Overijssel e Drenthe). Le pressioni divennero tali che all'inizio di agosto del 1456 Filippo il Buono con Davide si portò verso Deventer con 14 000 uomini per assediare la città. L'assedio ebbe inizio il 14 agosto 1456 e terminò il 15 settembre di quello stesso anno quando la città decise di arrendersi e di riconoscere Davide di Borgogna come nuovo sovrano. Dopo Deventer l'esercito borgognone continuò ad avanzare verso Vollenhove dove vennero arrestati altri capi insorti. Dopo queste azioni David dovette comunque trascorrere diversi altri mesi nell'Oversticht per pacificare l'area.

## La Guerra di Utrecht
Mentre Davide di Borgogna era impegnato con le truppe del vescovato e del padre nell'Oversticht, Gijsbrecht e suo fratello Reinoud II van Brederode erano rimasti ad Utrecht. I Van Brederode approfittarono di questo vuoto di potere per scatenare un'insurrezione nelle città di Utrecht e Amersfoort e poi nell'area dell'Eemland. Ad Amersfoort si unirono alla loro causa gli Hoeken che lottavano per l'autodeterminazione della città e la liberazione dal dominio borgognone che Filippo il Buono voleva imporre tramite il figlio vescovo. I rivoltosi saccheggiarono le campagne circostanti per procacciarsi rifornimenti utili e fecero costruire un fortino provvisorio così da poter monitorare la situazione.
Quando l'Oversticht fu nelle mani di Davide, il padre Filippo il Buono si ritirò di nuovo in Borgogna ritenendo che il figlio fosse ormai in grado di gestire autonomamente le emergenze, lasciando solo un figlio illegittimo, Antonio di Borgogna, con 1000 uomini a rinforzo delle armate del vescovato.

### L'assedio di Amersfoort (1457)
Amersfoort nel 1457 venne assediata per ben due volte da Reinoud II van Brederode e da Enrico IV di Montfoort. La prima volta a maggio, dove le forze degli Hoeken non riuscirono a strappare la città, ma il danno fu considerevole. Van Brederode sperava in pochi giorni di riuscire a danneggiare gran parte della città e le sue torri difensive. Quando fu impossibile proseguire oltre l'assedio, gli assedianti si diedero alla fuga ed al saccheggio nelle terre circostanti.
L'assedio venne ripreso nella notte tra il 25 ed il 26 settembre del 1457 quando la città venne infine sopraffatta da Reinoud II van Brederode e dai suoi seguaci.

### L'assedio di Utrecht (1458)
Davide di Borgogna durante le ostilità del 1457-1458 ad Amersfoort rimase in disparte ma non poté comunque entrare nella città di Utrecht. Fu per questo che, di fronte ad un rifiuto formale della città, ed avvalendosi di un migliaio di guerrieri provenienti dall'Olanda al comando di Johan van Lannoy e Antonio di Borgogna, decise di assediare la città di Utrecht. Il 20 giugno 1458 la città si arrese dopo tre giorni di assedio e firmò un trattato il 24 giugno successivo presso il castello di Wittevrouwen che portò i fratelli Van Brederode a chiedere perdono formale a Davide.